# Diana Bartovičová
Diana Bartovičová (* 20. Mai 1993 in Pobedim, Trencin) ist eine slowakische Fußballnationalspielerin.

## Karriere

### Verein
Die in Pobedim geborene Bartovičová startete ihre Karriere im Alter von 13 Jahren mit dem Lokalverein TJ Pobeďim. Nach einem Jahr verließ sie im Sommer 2007 ihren Heimatverein und wechselte in die C-Jugend des OTJ Banka nach Piešťany. In Piešťany blieb sie jedoch nur ein halbes Jahr und schloss sich bereits im Dezember 2007 dem OTJ Moravany aus Moravany nad Váhom an. Im Sommer 2008 kehrte sie der Slowakei den Rücken wechselte ins benachbarte Tschechien zum 1. FC Slovácko. Im Sommer 2010 rückte Bartovičová in die erste Mannschaft des 1. FC Slovácko auf und gab ihr Debüt in der I. liga žen. Nach zwei Jahren für den Verein aus Uherské Hradiště ging sie zum Topverein Slavia Prag.

### Nationalmannschaft
Bartovičová gehört seit 2010 zum erweiterten Kader der slowakischen Fußballnationalmannschaft der Frauen.